# 銅梁区
銅梁区（どうりょうく）は中華人民共和国重慶市に位置する市轄区。

## 地理

### 位置と境域
銅梁区は長江上流地区、重慶北西部に位置する。東経105°46′22′′から106°16′40′′、北緯29°31′10′′から30°5′55′′の間に位置している。西南は大足区、東北は合川区、南は永川区、西北は潼南区、東南は璧山区に隣接し、南北の長さは62キロメートル、東西の幅は約48キロメートル、面積は1340.47平方キロメートルである。

### 地質と地形
銅梁区の地質構造は新華夏系四川沈み込み帯に属し、盆中回転構造帯と盆東アーチ形構造帯の間の過渡帯、華蓥山隠伏断裂帯は区境中部を縦断し、区境地質構造を2つの部分に分け、東部は川東平行褶曲帯、西部は川中台向斜褶曲帯である。全区の出露地層は白亜系、第三系を除いて、三畳系の下三畳系統飛仙関組（かさんじょうけいとうひせんかんそ）から第四系の新、旧沖積物まで皆分布するところがある。一番広く分布するのは全区の面積の87.1%を占めるジュラ系砂質頁岩、次は12%を占める三畳系地層、残りは散発的に分布する第四系である。
銅梁区は渝西丘陵と渝東平行嶺谷を繋ぐ所に位置する。地形は多様で、丘陵を主とする。地勢は西南が高く、東北が低い。南東部は毓青山（いくせいさん）と巴岳山（はがくさん）が相対峙する。境内の最高点は海抜885メートル（燃灯寺）、最低点は海抜185メートル（旧県街道永清村張渡口）。

### 気候の特徴
銅梁は亜熱帯湿潤気候に属し、気候資源が豊富で、標高によって違いがあるいわゆる立体気候である。気候の全体的な特徴は春は早く訪れ、夏は暑く、秋は雨が多めで、冬は暖かい。降水量は暑い季節に多く、冬は少ない。日照が少なく、風が弱く、曇りと霧が多く、主な災害性天気は豪雨、雹、霜、凍結などがあり、気候リスクは全般的に低い。銅梁の気候は温和で、四季がはっきりしていて、雨量が豊富、空気が湿潤、温度差が大きく、快適で、空気が澄み、気候が穏やかなので、生活、レジャー、観光、療養の名所と認められる。年平均気温は18.4℃、年平均最高気温は22.1℃、年平均最低気温は15.7℃、観測史上最高気温は44.1℃（2006年9月1日）、観測史上最低気温は-2.5℃（1975年12月15日）である。年平均降水量は1082.4mm、最大年降水量は1482.2mm（1968年）、最小年降水量は680.8mm（2006年）、最大日降水量は233.4mm（2009年8月3日）である。年平均日照時間は1091.4時間、年平均相対湿度は80.4%、年平均風速は1.0m/sである。

## 歴史

### 古代
今からおよそ2万年前の旧石器時代の晩期に，銅梁はすでに人類の活動していた跡がある。発見された遺跡は「銅梁文化」と呼ばれる。
春秋戦国時代、今の銅梁区域は巴（は）国の属地。楚威王11年（紀元前329年）、楚国が巴国を滅ぼして、威王が彼の庶子を濮江（ぼっこう）の南（今の合川〈ごうせん〉と銅梁）に分封し、号を「銅梁侯」にした。
秦時代には銅梁は巴郡の墊江（てんこう）県の属地。南朝の宋の永初元年（420年）、東宕渠（とうとうきょ）郡を設立し、宕渠（とうきょ）県に隷属した。西魏恭帝3年（556年）合州を設置し、東宕渠県を墊江郡に、宕渠県を石鏡（せっきょう）県にした。
唐武周長安三年（703年）、合州刺史陳靖意（ちんせいい）は大足川（だいそくせん）の移民が集まるを以て上奏してから、石境県の土地を分割して銅梁県を設置し、合州に隷属した。
最初の頃、治所が奴侖（ぬろん）山の列宿壩（れつしゅくは）（今の潼南〈どうなん〉区塘壩〈とうは〉鎮）にあった。開元3年（715年）に武金坑（ぶきんこう）（今の合川区太和鎮富金壩〈ふきんは〉）に移った。開元16年（728年）に東流渓壩（とうりゅうけいは）（今の潼南区彙集郷戴場壩〈たいじょうは〉）に移った。
建県初期、銅梁県に従属する地域が今の銅梁区、合川区の南西部、潼南区の南部、大足（だいそく）区の瀬渓（らいけい）河の流域を含んだ。開元23年（735年）、合州刺史孫希荘（そんきそう）は上奏して石境県の南部、銅梁県の東部を分けて、巴川（川の名）を名として巴川（はせん）県を設置し、依然合州に従属した。天宝元年（472年）、合州が巴川郡にした。乾元元年（758年）、巴川郡の名が合州に戻して、南西部を新設置した大足県に帰属した。
北宋熙寧4年（1071年）、赤水（せきすい）県が銅梁県に合併されて、熙寧7年（1074年）に独立の県に戻す。宋朝時代、銅梁・巴川二県が合州に従って、相次いで梓州（ししゅう）路、潼川府（どうせんふ）路に隷属した。
元至正17年（1280年）、巴川県は銅梁県に合併されて、依然合州に従属した。銅梁の境域は南東へ広がった。もと巴川県全域と今の安居（あんきょ）、白羊（はくよう）を除いて、かつて銅梁に属する今の合川、潼南、大足の部分がそれぞれ石照（せきしょう）県、大足県、遂寧（すいねい）州遂寧県に帰属した。同年、銅梁の治所が戴場壩から巴川鎮に移った。至元22年（1285年）、大足県は銅梁県に合併した。この頃、銅梁県に従属する地域は今の銅梁県の大部、大足区、永川区の大部、栄昌（えいしょう）区と隆昌（りゅうしょう）市の東部を含んだ。至正13年（1363年）、明玉珍（めいぎょくちん）は帝位につき、明夏（めいか）を建国して、大足・昌寧（しょうねい）二県を独立の県に戻した。元末、もと巴川県に隷属する雍渓（ようけい）、曲水（きょくすい）が大足県に帰属した。
明成化17年（1481年）銅梁県の一部と潼川州遂寧県の一部を安居渓（川の名）を名として安居（あんきょ）県を設置し、重慶府に隷属した。
清康熙元年（1662年）、安居・銅梁二県を取り消して合州に合併された。康熙60年（1721年）、もと安居・銅梁二県に属した区域で銅梁県を再設置し、重慶府に従属した。乾隆41年（1776年）に安居を安居郷にしたけれども、訓導、巡検、汛部庁外委（しんぶちょうがいい）、把総（はそう）など部分の県級機関が光緒29年（1903年）まで保留した。
『新唐書』が銅梁・巴川両県を「中」、『宋史』が巴川を「中」、銅梁を「中下」、『元史』が銅梁を「下」、『清史稿』が銅梁を「繁」と評価した。

### 現代
清宣統3年（1911年）9月、銅梁が「保路同志分会」を成立した。同年11月24日、銅梁県軍政府が成立して、県公署を知事公署にした。
中華民国2年（1913年）、省、州、府、庁の区画が取り消された。銅梁県が川東道に隷属した。民国11年（1922年）、川軍と黔（けい）軍が混戦に入れた。1年内に、銅梁の駐兵は10回、知事が12回交替した。
民国16年（1927年）12月、中国国民党銅梁県支部が成立した。民国17年（1928年）1月、中国共産党銅梁県特別支部が成立した。同年10月、中国共産党銅梁県委員会が成立した。翌年、銅梁県が四川省政府に直属した。民国24年（1935年）、銅梁県が四川省第三行政監察区に属した。
1949年12月2日、中国人民解放軍12軍34師が銅梁を解放した。12月22日に銅梁県人民政府が成立した。新成立の銅梁県が川東行政公署璧山（へきさん）専員公署に隷属した。璧山専員公署が1951年に江津（こうしん）専員公署に、1968年江津地方に、1981年永川地区にした。1983年、重慶市は計画単列市にしてから永川地区が取り消され、銅梁は重慶市に管轄されることになった。1997年3月14日重慶市が直轄するあと、銅梁県が継続して重慶市に属した。2014年5月2日、銅梁は区にすると宣告した。同年7月15日、銅梁区は正式に成立した。

## 行政区画
下部に5街道、23鎮を管轄する。
- 街道:巴川街道、東城街道、南城街道、蒲呂街道、旧県街道
- 鎮:土橋鎮、二坪鎮、水口鎮、安居鎮、白羊鎮、平灘鎮、虎峰鎮、福果鎮、石魚鎮、少雲鎮、高楼鎮、維新鎮、大廟鎮、囲竜鎮、華興鎮、永嘉鎮、西河鎮、安渓鎮、侶俸鎮、太平鎮、双山鎮、小林鎮、慶隆鎮

## 交通

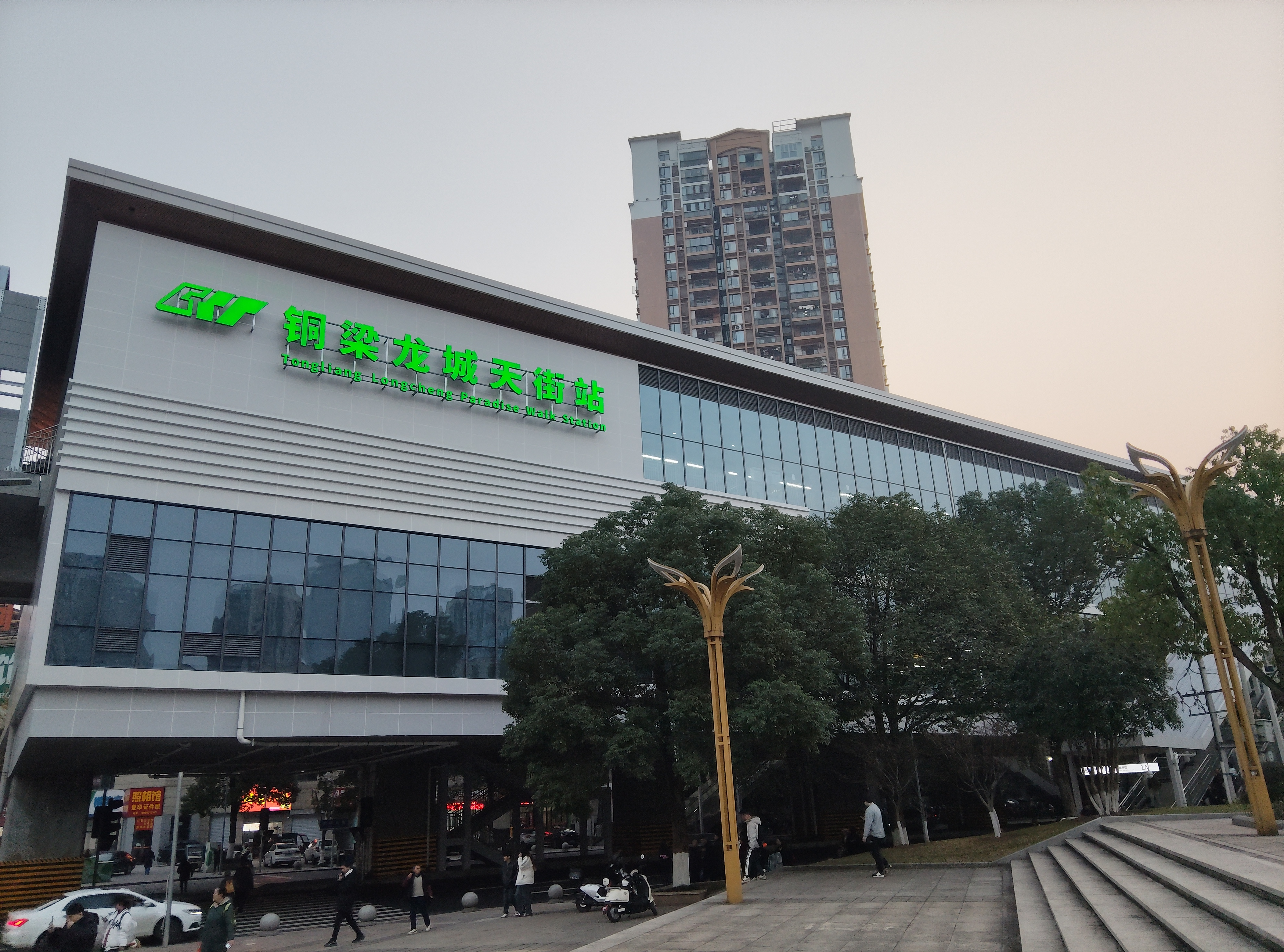
壁銅線 銅梁竜城天街駅

### 鉄道
- 重慶軌道交通
  - 重慶市郊外鉄道壁銅線（中国語版）

### 道路
- 高速道路
  -  成渝環状高速道路
  -  重慶都市圏環線高速道路（中国語版）
  -  渝楽高速道路
- 国道
  - G319国道（中国語版）

## 健康・医療・衛生
2020年末まで、銅梁区内は6個の区級医療衛生機構、23個の鎮（センター）衛生院、5個の街道コミュニティ衛生服務センター、243個の社会的医療機構、558個の村衛生室（点）がある。全区の医療衛生機構人員が6000人近く、総計ベッド数は4千個以上。